# Klaus von Klitzing
Klaus von Klitzing, född i Środa Wielkopolska 28 juni 1943, tysk nobelpristagare i fysik 1985. Prismotivering: "för upptäckten av den kvantiserade Halleffekten".